# Faktaoklimatu.cz
Faktaoklimatu.cz je český internetový portál a projekt, který shromažďuje data o  klimatu a o klimatické změně. Tvoří jej tým nezávislých analytiků a expertů, zabývajících se různými obory: přírodovědou, společenskými vědami, datovou analýzou, pedagogikou či komunikací. Projekt usiluje o to, aby česká diskuze o klimatických změnách byla věcná, kultivovaná a založená na vědeckých poznatcích a ověřených datech. 
Informace na portále jsou postaveny na datech, které poskytují vědecké instituce jako Český hydrometeorologický ústav, NASA, Eurostat a jiné. Na základě těchto dat zpracovává grafy a infografiky pro další použití. Veškerý obsah portálu je volně dostupný pod licencí CC-BY 4.0. V rámci portálu je také provozován podcast s názvem "Podcast 2050". Zakladatelem projektu je Ondráš Přibyla. Provozovatelem portálu je organizace Otevřená data o klimatu, z. ú. Část informací je zpřístupněna také ve slovenštině na adrese Faktyoklime.sk.

## Cíl portálu
Cílem portálu je kultivovat diskusi o klimatické změně a přinášet veřejnosti, novinářům a učitelům kvalitní informace. Projekt přehlednou formou popularizuje a zpřístupňuje data a poznatky z vědeckých studií o klimatu z celého světa. Projekt je nezávislý a financovaný z prostředků dárců. Podle webu projektu je financován několika firmami a organizacemi.

## Ocenění
Projekt získal za svou práci několik ocenění.
- V roce 2020 získal projekt Fakta o klimatu od OSN Cenu za komunikaci globální změny klimatu.[3]
- V roce 2020 získal projekt také hlavní cenu ClimAccelerator v kategorii Science Communication.[7]
- V roce 2022 získal projektu cenu festivalu Academia film Olomouc za významný přínos popularizaci vědy. [8]
- V roce 2022 získal zakladatel projektu Ondráš Přibyla Cenu Josefa Vavrouška za výjimečný počin v ochraně životního prostředí.[9]

## Grafiky
Ukázky grafik Fakt o klimatu
- Stav uhelného phase-outu v zemích EU ke konci dubna 2021
- Průměrná roční teplota v ČR od roku 1960
- Trendy nárůstu teploty v ČR v jednotlivých měsících.svg
- Vývoj světové teplotní anomálie

## Kritika
Vladimír Wagner z Ústavu jaderné fyziky AVČR kritizuje energetického konzultanta Fakt o klimatu za jeho pohled na energetiku v jeho příspěvcích. Kritici dále zmiňují ideologičnost webového portálu.